# 沃羅日巴
沃羅日巴（烏克蘭語：Ворожба，羅馬化：Vorozhba，發音：[woroʒˈbɑ] ⓘ）是乌克兰北部蘇梅州蘇梅區沃羅日巴市镇内的城市及该市镇的行政中心，2020年7月18日前隶属于比洛皮利亞區。該市距離州府蘇梅48公里，毗鄰與俄罗斯接壤的邊境，始建於1894年，面积14.8平方公里，海拔高度151米，2022年人口数量为6,674人。

## 图集

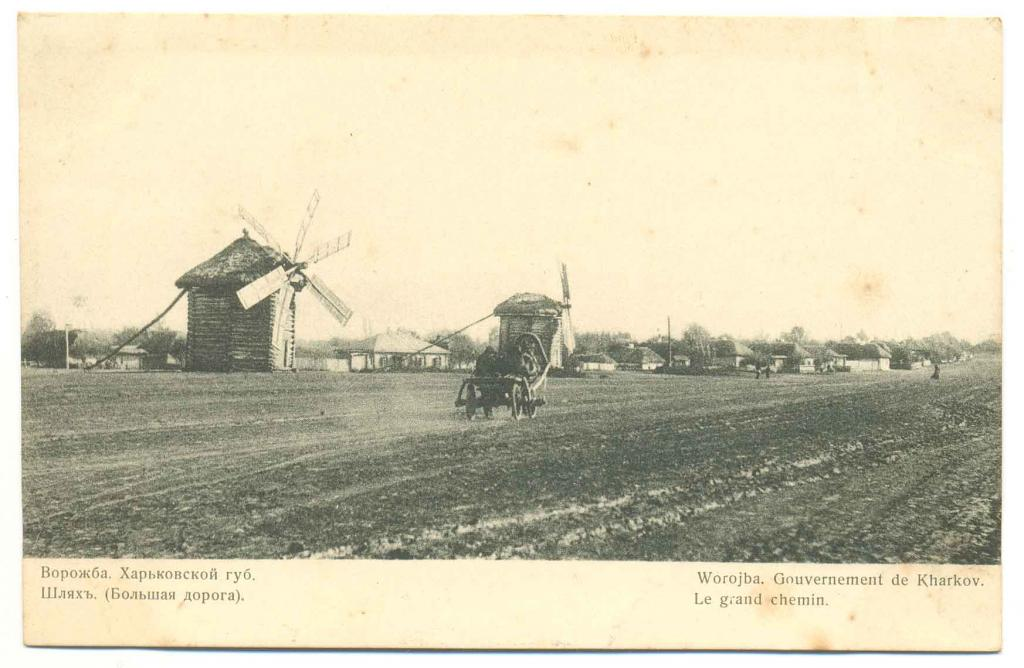